# Landsat 4
Landsat 4 est le quatrième satellite du programme Landsat. Il est lancé le 16 juillet 1982 avec pour objectif principal de fournir une couverture globale de la Terre. Bien que le programme Landsat soit géré par la NASA, les données de Landsat 4 sont collectées et distribuées par l'Institut d'études géologiques des États-Unis (USGS). Les activités scientifiques de Landsat 4 prennent fin le 14 décembre 1993 lorsque le satellite perd sa capacité à transmettre des données scientifiques, une date bien supérieure aux 3 ans de durée de vie prévus. La réception de la télémétrie du satellite et son suivi sont maintenus par la NASA jusqu'à ce qu'il soit mis hors service le 15 juin 2001.

## Contexte
Landsat 1, alors connu sous le nom de Earth Resources Technology Satellite (ERTS-A), est lancé le 23 juillet 1972. Le satellite prend plus de 100 000 images de la Terre au cours de sa vie. Landsat 2 a une configuration similaire et est lancé trois ans plus tard en 1975. Landsat 3, lancé en 1978, est le dernier satellite à adopter une conception similaire à Landsat 1 et le dernier satellite Landsat à être géré par la NASA pendant le programme Landsat,. Landsat 4 est le premier satellite Landsat à être exploité par la NOAA.
La deuxième génération de satellites Landsat, à savoir Landsat 4 et 5, orbite à des altitudes plus basses que celles des trois premières missions. Bien qu'ils soient sur des orbites inférieures, leur champ de vue est plus élevé de sorte qu'ils possèdent la même couverture. Ces nouveaux engins spatiaux Landsat embarquent également une instrumentation améliorée.

## Conception du satellite

### Opération
Le satellite est construit par GE Astro Space, qui devient plus tard Lockheed Martin Space Systems. Il utilise une plate-forme modulaire multimission (MMS) développé par Fairfield Industries,.
Le satellite est conçu pour pouvoir être attrapé dans l'espace par les astronautes via la navette spatiale ou ramené sur Terre pour être réparé. À l'époque, on s'attend à ce que les navettes puissent atteindre l'orbite de Landsat, soit une altitude de 700 km, d'ici 1985. La navette spatiale ne dépasse cependant jamais 560 km, altitude atteinte lors des missions d'entretien et de réparation du télescope spatial Hubble.
Le contrôle d'attitude de Landsat 4 est contrôlée par des propulseurs à hydrazine. Le satellite est construit avec des panneaux en aluminium et des entretoises en graphite. L'engin spatial est stabilisé sur trois axes avec des roues à réaction. Il est alimenté par trois accumulateurs nickel-cadmium (NiCd), chargées via un seul panneau solaire comportant un axe d'articulation. Il produit 1 430 watts d’électricité. Le satellite pèse 1 950 kg. La durée de vie prévue de Landsat 4 est de trois ans.
Le satellite communique avec le sol via une liaison descendante directe à 85 Mbit/s sur les bandes S, X, L et Ku. L'antenne à gain élevé est déployée et étendue grâce à une perche escamotable. Les données sont quantifiées sur 8 bits.

### Capteurs
Landsat 4 est équipé d'un balayeur multispectral (Multispectral Scanner System - MSS), amélioré par rapport à ceux utilisés sur les satellites Landsat précédents, et d'un cartographe thématique (Thematic Mapper - TM). Les deux instruments sont construits par Hughes Aircraft.
Landsat 4 est le premier satellite du programme Landsat à intégrer le cartographe thématique. Il est capable de récupérer de l'information sur sept bandes spectrales, par opposition aux quatre bandes spectrales du balayeur multispectral. En plus de disposer de trois bandes spectrales supplémentaires, les données du cartographe sont mieux résolues que celles du balayeur multispectral. Les bandes 1 à 5 et 7 ont chacune une résolution spatiale de 30 m alors que le MSS n'atteint que 57 m par 79 m. La bande 6, qui est une bande en infrarouge thermique, a une résolution spatiale maximale de 120 m. Le débit de données pour l'instrument TM est de 84,9 Mbit/s via un émetteur en bande X vers des antennes au sol modernisées.

## Mission

### Lancement
Le satellite est lancé à partir de la base de lancement de Vandenberg en Californie le 16 juillet 1982 par un lanceur Delta 3920,. Landsat 4 est placé sur une orbite polaire héliosynchrone nord-sud, à 700 km au-dessus de la surface de la Terre et avec une période de révolution de 99,0 minutes,.

### Opérations

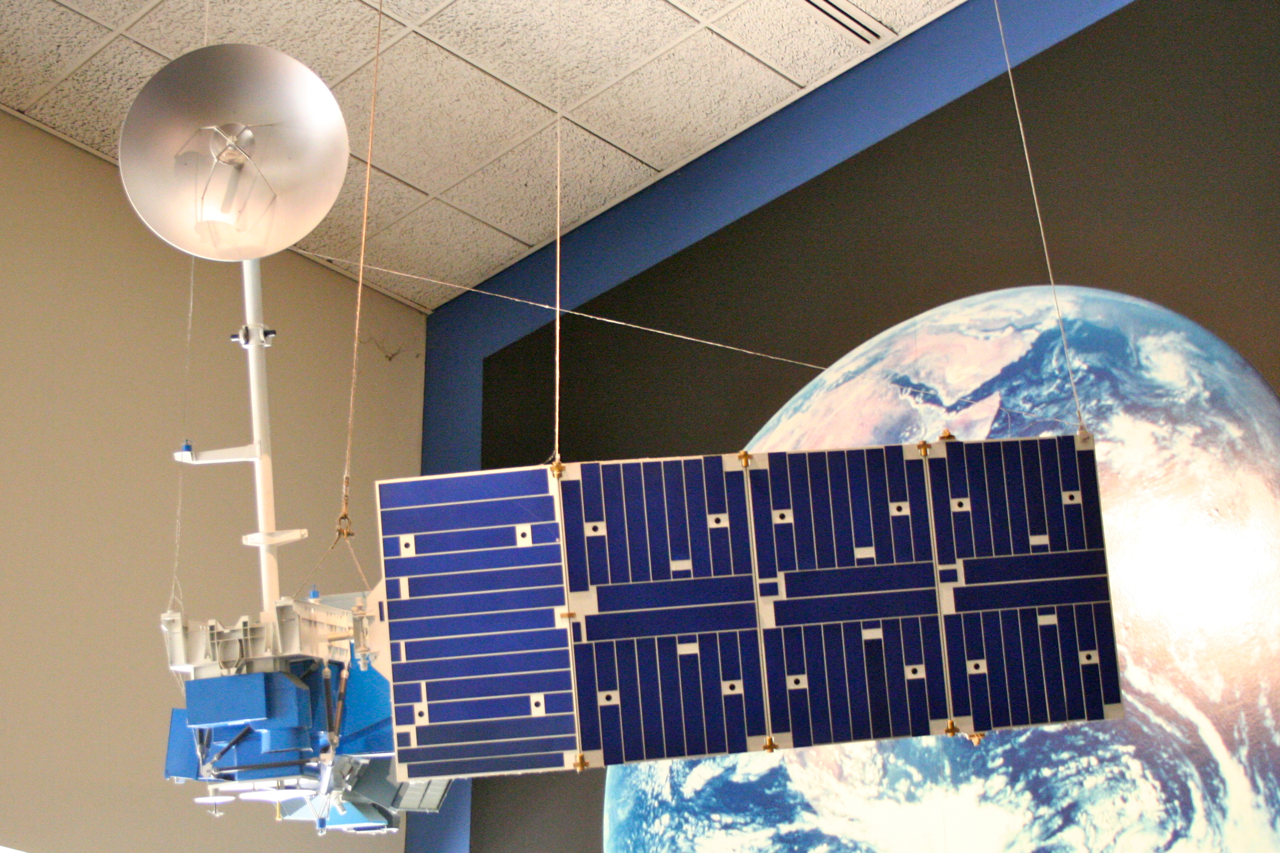
La maquette 1/4 exposée au National Air and Space Museum de Washington, D.C.

Le premier dysfonctionnement majeur se produit le 27 juillet 1982. Le déploiement de l'antenne Ku à gain élevé échoue. Les différentes tentatives de libération de l'antenne sont couronnées de succès le 15 août.
En février 1983, le satellite ne récupère plus que la moitié de l'énergie solaire nominale et ne peut envoyer de données scientifiques directement vers la Terre. On craint à l'époque que la mission ne s'achève plus tôt que prévu. Ce problème entraîne le lancement précoce de Landsat 5, un satellite dont les spécifications sont identiques à celles de Landsat 4. Une fois le problème identifié sur Landsat 4, des modifications sont apportées à Landsat 5 pour éviter qu'il ne se reproduise.
Landsat 4 peut reprendre ses activités scientifiques lorsque le système de repérage et de transmission de données par satellite Tracking and Data Relay Satellite (TDRS) devient opérationnel, puis mis en pause en janvier 1986. En 1987, Landsat 4 est remis en ligne pour assurer une couverture internationale car Landsat 5 perd son lien avec le système TDRS et sa capacité à imager des zones où le satellite n'est plus en liaison directe avec une station terrienne. Il le fait jusqu'en 1993, année durant laquelle il perd également sa liaison avec le système TDRS. Cela met fin à la récupération de données scientifiques. Landsat 4 continue à diffuser des données de télémétrie, de suivi et de commande, via son émetteur bande S toujours fonctionnel et ce, jusqu'à sa mise hors service le 15 juin 2001,.